# ルーク・ゾマー
ルーク・エドワード・ゾマー（Luke Edward Sommer、1985年6月22日 - ）は、アメリカ合衆国オレゴン州オレゴンシティ出身のプロ野球選手（投手）。現在は、ドイツの国内リーグである野球ブンデスリーガのハイデンハイム・ハイデケッフェに所属している。

## 経歴

### プロ入りとカブス傘下時代
2007年のMLBドラフトでシカゴ・カブスから30巡目（全体907位）で指名されプロ入り。
2008年は、傘下ルーキーリーグのアリゾナリーグ・カブスでで6試合に登板し、1勝0敗1セーブ、防御率1.08、8奪三振を記録した。その後は傘下ショートシーズンAのボイシ・ホークスに昇格。14試合に登板し、3勝2敗、防御率2.61、22奪三振を記録した。
2009年は、傘下アドバンスAのデイトナ・カブスで51試合に登板し、2勝4敗3セーブ、防御率2.12、67奪三振を記録した。
2010年は、まず傘下アドバンスAのデイトナでプレーし、21試合登板、1勝1敗6セーブ、防御率2.52、20奪三振を記録したその後は傘下AAのテネシー・スモーキーズに昇格。ここでは30試合に登板し、1勝1敗8セーブ、防御率2.02、19奪三振を記録した。その後は傘下AAAのアイオワ・カブスに昇格。ここでは7試合に登板し、1勝0敗、防御率4.05、3奪三振を記録した。オフには、ドミニカ共和国のウィンターリーグであるリーガ・デ・ベイスボル・プロフェシオナル・デ・ラ・レプブリカ・ドミニカーナに参加し、レオネス・デル・エスコヒードでプレーした。
2011年は、傘下AAのテネシーで8試合に登板し、0勝0敗1セーブ、防御率8.10、7奪三振を記録していたが、4月26日に自由契約となった。

### 独立リーグ時代
2011年5月に、独立リーグであるアトランティックリーグのサマセット・ペイトリオッツと契約を結んだ。ここでは36試合（うち6試合で先発）に登板し、4勝5敗1セーブ、防御率8.10、44奪三振を記録した。

### オランダ球界時代
2012年は、オランダの国内リーグであるホーフトクラッセのコレンドン・キンヘイムと契約を結び、14試合に先発登板し、10勝2敗、防御率2.05、76奪三振を記録した。同年限りで退団した。また9月には、第3回WBC予選のドイツ代表に選出された。

### タイガース傘下時代
2012年12月21日に、デトロイト・タイガースとマイナー契約を結んだ。
2013年3月27日に自由契約となった。

### ドイツ球界時代
2013年5月にドイツの国内リーグである野球ブンデスリーガのハイデンハイム・ハイデケッフェと契約を結んだ。
2014年は10試合に登板し、8勝0敗1セーブ、防御率1.05を記録した。
2015年2月17日に、「GLOBAL BASEBALL MATCH 2015 侍ジャパン 対 欧州代表」の欧州代表にドイツ出身のヤンニクラス・シュトックリンと共にドイツ人として選出された事が発表された。3月11日の第2戦に3番手で登板し、松田宣浩から奪三振を記録するなど、3回を投げている。
2016年3月に第4回WBC予選のドイツ代表に選出された。
2020年3月に第5回WBC予選のドイツ代表に選出されたが、新型コロナウイルスの感染拡大のため大会は無期限延期となった。

## 選手としての特徴
本来は投手だが、登板の無い試合では野手として出場している。

## 詳細情報

### 代表歴
- 2013 ワールド・ベースボール・クラシック・ドイツ代表
- 2014 ヨーロッパ野球選手権大会ドイツ代表
- 2017 ワールド・ベースボール・クラシック・ドイツ代表